# Eligmodonta nigra
Eligmodonta nigra är en fjärilsart som beskrevs av Lingonblad. 1947. Eligmodonta nigra ingår i släktet Eligmodonta och familjen tandspinnare. Inga underarter finns listade i Catalogue of Life.